# Židovská čtvrť (Holešov)
Židovská čtvrť v Holešově, lidově zvaná Židovna, německy Judenstadt, je bývalé židovské sídliště severně a severozápadně od historického jádra města Holešova v okrese Kroměříž. Zdejší židovská náboženská obec patřila k nejvýznamnějším na Moravě. Od roku 1850 zde fungovala samostatná a samosprávná židovská politická obec, která byla v roce 1919 sloučena s Holešovem. Pod názvem Holešov Židovské město se až do roku 1937 také jednalo o samostatné katastrální území o rozloze asi 0,04 km².

## Historie

### Počátky židovského osídlení v Holešově
Nejstarší dochovanou zmínkou o židech ve spojitosti s Holešovem je zpráva v zemských deskách moravských z roku 1391, podle níž měl jistý Žid Pešak (Pessak) z Brna získat náhradou za nesplacený dluh od Jana z Kostelce dvory v Kostelci u Holešova a v Litenčicích. Podobného typu je i zpráva z roku 1415, kdy židovka Sára žalovala pana Lacka ze Šternberka, že ji násilím zadržuje manskou část Holešova, která ji patrně měla připadnout jako zástava místo dluhu.
Skutečný počátek židovské komunity v Holešově souvisí zřejmě až s vypovězením židů z královských měst za krále Ladislava Pohrobka v roce 1454 nebo s pozdějším vypovězením židů Jagellonci z královského města Uherské Hradiště roku 1514. První spolehlivé zmínky o holešovských židech pochází z let 1523 a 1527, kdy jsou jmenovitě zmíněni Kolman a Jakub, židovští poddaní pana Jana mladšího ze Šternberka. V polovině 16. století již zřejmě měla židovská obec i svou synagogu, o čemž svědčí zpráva z roku 1560 o obnově vyhořelé synagogy. Urbář z roku 1629 uvádí ve městě celkem 35 židovských domů (včetně synagogy), z toho šest na náměstí. Po třicetileté válce měli židé ve městě a na předměstích celkem 45 domů a chalup; kromě synagogy již také obecní dům, špitál, lázeň a masné krámy. Lánové rejstříky z roku 1675 uvádějí celkem 59 židovských domů, z toho 4 na náměstí. V té době patřila holešovská židovská komunita mezi středně velké židovské obce na Moravě.
Židé tehdy ještě nebyli od křesťanských měšťanů fyzicky separováni, avšak nezávisle od křesťanské měšťanské obce, která nad nimi neměla žádnou pravomoc, měli svou vlastní samosprávu s rychtářem v čele, která podléhala přímo vrchnostenským úředníkům. Vrchnost poskytovala židům ochranu výměnou za roční poplatek (tzv. Schutzgeld). Vedle poplatku za ochranu platili židé vrchnosti ještě domovní činži, židovští krčmáři poplatek za prodej vína a rovněž řemeslníci (řezníci a koželuzi) platili roční poplatky. Kromě toho byla většina židovských domácností povinna robotou na panském. Nová privilegia udělil holešovským židům hrabě Jan z Rottalu 22. prosince 1651. Za roční poplatek 700 zlatých (nebo 49.000 krejcarů) osvobodil židovské domy ode všech robot. Židé mohli obchodovat s kůžemi, suknem, vlnou, plátnem, hovězím, skopovým dobytkem a své zboží prodávat na trzích v Holešově. Provozovat řemeslo krejčovské, jirchářské, koželužské, řeznické a šenkovat košer víno. V rámci panství se mohli židé svobodně ženit a vdávat; mimo panství pak za poplatek 10 dukátů.
Od 17. století jsou v Holešově jmenovitě doloženi rabíni; nejstarší známý je Isak Sagal (též Isak Levi) z roku 1630. Nejvýznamnějším holešovským rabínem byl v letech 1659–1662 Šabtaj ha-Kohen zvaný Šach. Do Holešova přišel ze Strážnice, kam se utekl spolu s dalšími židovskými uprchlíky v době povstání kozáků na Litvě. Že hrabě z Rottalu přijímal na svém panství židovské uprchlíky, dokládá nejen přítomnost rabína Šacha, po němž byla později pojmenována stará synagoga v Holešově, ale také hebrejské nápisy z let 1656/7 objevené na nedalekém hradě v Kurovicích.
V roce 1653 se v Holešově konalo rabínské shromáždění, na němž byly upraveny a rozšířeny stanovy moravských židovských obcí (tzv. 311 takkanot).

### Židovské ghetto
Oddělené židovské ghetto vzniklo na základě císařských výnosů z roku 1726, podle kterých měly být židovské domy separovány od křesťanských a musely být rovněž v určené minimální vzdálenosti od křesťanských hřbitovů, kostelů a obvyklých tras procesí. Separace v Holešově proběhla v několika etapách, nebyla zcela důsledná, avšak většina židů z náměstí a přilehlých ulic se musela přestěhovat do prostoru mezi židovským hřbitovem a synagogou, čímž vznikla židovská čtvrť nazývaná židy Judenstadt, křesťany pak Židovna. Od křesťanského města bylo ghetto odděleno Přerovskou branou (později zvaná též Židovská brána) a drátěným plotem se dvěma brankami. Současně byl na základě familiantského zákona omezen počet židovských rodin v Holešově na 265.

#### Židovská samospráva
Samosprávu židovského ghetta v té době reprezentoval rychtář (Judenrichter) a rada, kterou tvořili dva purkmistři (Burgermeister) a dalších devět přísežných členů rady (Geschworne), dále dva juristé (dajanim – znalci židovského práva a přísedící rabínského soudu), dva kontroloři (Supernummerarii) a pokladník (Schatzmeister). Tuto židovskou reprezentaci schvaloval majitel panství, zpravidla na jeden rok. Jako židovská radnice a současně také byt pro rabína a další zaměstnance obce sloužil nejpozději od roku 1760 dům vedle Šachovy synagogy.
Ve funkci židovského rychtáře působili (výčet není úplný): Jacob Glatte (1747), Josef Herzka (1774), Abraham Herz (1785), Samuel Ederhausen (1786), Juda Wolf (1790), Samuel Spiegler (1792, 1798, 1802, 1813), Salomon Knopflmacher (1795, 1799, 1803), Abraham Herz (1797, 1801), Jonas Herz (1804, 1824, 1826), Markus Herzka (1815), Emanuel Knopflmacher (1817), Isak Wolf (1818, 1822, 1825, 1830), Joachim Knopflmacher (1828, 1831), Manasses Löw (1832, 1845), Lion Beer (1841, 1843).

#### Školství
Židovská škola (cheder) byla v domě vedle židovské radnice. O její správu dbali čtyři školní dozorci (Schulvätter) a dvě školní dozorkyně (Schulvätterin). Vyšší vzdělání poskytovala ješiva při synagoze, která zřejmě existovala již v době rabína Šacha. Z této školy vzešlo několik pozdějších rabínů, například Jonathan Nascher (zemřel roku 1841 jako rabín v Bílsku), Salomon Haas (zemř. 1847 jako rabín ve Strážnici), Löb Freund (zemř. 1855 jako rabín v Pohořelicích), Pessach Toff (zemř. 1865 jako rabín v Bzenci) nebo Josef Hönig (zemř. 1888 jako rabín v Nitře). Holešovská židovská obec se vyznačovala vysokým stupněm vzdělanosti; v době vlády Marie Terezie mělo skoro 40 mužů u jména titul „morenu“ (tj. náš učitel), kterým byl titulován též rabín Šach.

#### Pogrom roku 1774
Dne 30. března 1774 byla v domě žida Abrahama Arona brutálně zavražděna Josefa Trnečková, dvacetiletá křesťanská dcera holešovského kožešníka a dívka pochybných mravů. Rychtář nechal zatknout pět židů, kteří byli pak vyslýcháni v Brně na Špilberku, avšak nepodařilo se jim prokázat účast na vraždě a byli záhy propuštěni. Mezi křesťany se rozšířila zvěst, že šlo o rituální vraždu a pobouření lidé vtrhli dne 5. dubna 1774 do ghetta, kde začali drancovat. Okradeno bylo 104 židovských rodin a vyrabována byla také synagoga. Vražda se stala záminkou k protižidovským nepokojům také v Kroměříži a ve Vsetíně, kterých se účastnili hlavně venkované. Několik pachatelů rabování bylo pak odsouzeno k výprasku a nuceným pracím v okovech. Abraham Aron byl zadržen na útěku v Boršicích a dopraven před hrdelní soud do Brna, kde při mučení přiznal, že Trnečkovou ubil sekerou, protože jej vydírala. Aron byl odsouzen k smrti a popraven stětím 4. června 1774.

### Židovská městská obec
V důsledku zrušení protižidovských restrikcí po revolučním roce 1848 se mohli židé volně stěhovat a mnozí toho využili k odchodu do velkých průmyslových měst monarchie, jako byla Vídeň, Brno nebo Ostrava. Většina ghett v habsburské monarchii po roce 1848 zanikla, respektive byla administrativně sloučena s obcemi, u kterých se nacházela. V Praze, Haliči, v Uhersku a na Moravě však byla některá ghetta na přechodnou dobu přeměněna v samostatné politické obce. Pouze na Moravě, jako jediné z korunních zemí, se udržely samostatné politické židovské obce až do zániku monarchie v roce 1918 v počtu 27. A pouze dvě z těchto obcí, Boskovice a Holešov, tvořily také samostatné katastrální území.

#### Židovská samospráva
Na základě nového obecního zákona z roku 1849 vznikla politická obec s oficiálním názvem Israeliten Stadt-Gemeinde Holleschau (Židovská městská obec Holešov), která vykonávala samosprávu v obvodu holešovské židovské čtvrti, tzv. Židovně. V čele obce stál starosta (Bürgermeister) a obecní rada (Gemeinderath). Starostou byl v letech 1854–1883 hrabě Rudolf Eugen z Wrbna, majitel bývalého panství Holešov (nyní majitel velkostatku), i když ve skutečnosti šlo spíše o čestnou funkci a faktickou samosprávu vykonávali židovští místostarostové, jimiž byli nejčastěji předáci židovské náboženské obce. Posledním úřadujícím místostarostou byl od roku 1875 Josef Knöpflmacher, který pak po smrti hraběte byl v letech 1883–1898 starostou. Ve funkci starosty židovského města dále působili: Salomon Zwillinger 1898–1899, Ignaz Baumgarten 1900–1907, Emanuel Knöpflmacher 1907, Heinrich Weinreb 1907–1909, Leopold Zwillinger 1909–1912 a Bernhard Ehrlich 1912–1918. S výjimkou hraběte z Wrbna nebyli v politických funkcích židovského města za celou dobu jeho existence žádní jiní křesťané ani Češi, přestože do uprázdněných domů v bývalém ghettě se brzy nastěhovali chudí křesťané a na počátku 20. století již tvořili Češi v židovském městě mírnou většinu.
Židovská městská obec měla svou vlastní městskou policii, hasičský sbor a ponocného.
Teprve ze starosty Josefa Knöpflmachera se vedení politické obce personálně oddělilo od vedení obce náboženské. Ve funkci představeného (Vorsteher) holešovské židovské náboženské obce (Israeliten Kultusgemeinde) se po Knöpflmacherovi vystřídali tito: Jakob König 1887–1894, Karl Beer 1894–1896 a 1900–1918, Salomon Auspitz 1896–1899, Josef Redlich 1918–1924, Adolf Ehrlich 1924–1925, Eugen Brichta 1925–1927, Leopold Meisel 1927–1930 a 1932-1935, Armin Weinberger 1930–1932, Otto Hayek 1935–1940, Leo Klein 1941–1943.

#### Pogrom roku 1899
Ve dnech 22.–24. října 1899 došlo k dalším protižidovským-protiněmeckým násilnostem, které nepřímo souvisely se zrušením Gautschova jazykového nařízení. O šábesu 21. října židovská obecní policie brutálně zasáhla proti českým provokatérům, na což většinové křesťanské obyvatelstvo následujícího dne odpovědělo násilnými útoky proti židovským obchodům a bytům. Při střetech s četnictvem a armádou byli 22. října 1899 zastřeleni řezník Augustin Prusenovský, dělník v sodovkárně Alois Turna a manželka obchodníka s dobytkem Františka Halašková. Čtvrtá oběť, obuvnický pomocník Albín Kudlík, zemřela na následky bodnutí bajonetem při manifestačním pohřbu zastřelených dne 25. října. Všichni čtyři byli katolíci. Dalších 37 českých osob bylo zatčeno, z nich 13 bylo následně odsouzeno pro zločin veřejného násilí k vězení v rozmezí trvání 1,5–13 měsíců. Z příslušníků židovské stráže, kteří násilí rozpoutali, bylo 6 odsouzeno za lehké ublížení na těle k trestu vězení v délce až 3 týdny.

#### Pogrom roku 1918
Nejznámější holešovský pogrom se udál 3. a 4. prosince 1918. Bylo při něm vydrancováno 51 židovských domácností a 26 obchodů (6 obchodů bylo následně zapáleno). Dva Židé při něm přišli o život. Pogrom připravili čeští vojáci, kteří se vrátili z první světové války, po dohodě s vojáky kroměřížské posádky tehdy vznikající Československé armády. K rabujícím vojákům se posléze přidalo i křesťanské holešovské obyvatelstvo. Vojáci během rabování zastřelili Huga Grätzera a probodli Hermanna Grünbauma, kteří se shodou okolností také nedávno vrátili z války. Pogrom zastavil až příchod dvou jednotek vojska z Kroměříže a pozdější posily z Brna. Zvláštní soud v Olomouci potom v červenci 1919 odsoudil celkem 13 organizátorů pogromu k trestu vězení v rozmezí 8 měsíců až 5 let za trestné činy loupeže, krádeže a nedovoleného ozbrojování. Tentýž soud pak za podíl na pogromu (krádež) odsoudil ještě dalších nejméně 121 osob k trestům vězení v rozmezí několika dnů až 2 měsíce. Divizní soud v Olomouci odsoudil nejméně 12 vojáků za loupež, krádež nebo veřejné násilí k trestům vězení v rozmezí 3 měsíce až 10 let. Následkem pogromu skoro polovina Židů opustila Holešov a Židovská městská obec pak byla připojena k městu Holešovu (oficiálně 15. května 1919, ale židovská samospráva fakticky přestala existovat už po pogromu).

### Konec židovského osídlení v Holešově
Židovská komunita zanikla během holokaustu. Po druhé světové válce, kterou přežilo jen asi 9 % obyvatel židovského původu, byla nakrátko obnovena náboženská obec, ale nakonec byli zbývající členové podřízeni ŽNO v Brně. Poslední příslušník zemřel v roce 1986. Ve 21. století usiluje občanské sdružení OLAM – Společnost Judaica o obnovení židovské kulturní tradice ve městě i o obnovení náboženské obce. Členové sdružení v Holešově pořádají od roku 2001 Festival židovské kultury (od roku 2003 Týden židovské kultury) zahrnující přednášky, koncerty a promítání filmů s židovskou tematikou. Nedílnou součástí festivalu bývá také mezinárodní brigáda na zdejším židovském hřbitově.
Po zničení Nové synagogy nacisty v roce 1941 se do dnešních dnů zachovala Šachova synagoga. Ta je unikátní renesanční stavbou s významnou vnitřní výzdobou polského stylu a instalovanou výstavou „Židé a Morava“. Druhou židovskou památkou je židovský hřbitov s nejstarším zachovaným náhrobkem z roku 1647. Mezi nimi je nejznámější tumba rabbiho Šabtaje ben Me’ir ha-Kohena (1621–1663), zvaného Šach, kterou každoročně navštěvují stovky ortodoxních Židů z celého světa. V areálu hřbitova je i rekonstruovaná obřadní síň se seznamem obětí holokaustu a židovských vojáků padlých za první světové války.

## Obyvatelstvo

### Židovské ghetto
V letech 1726–1848 byl počet židů v Holešově limitován na 265 rodin. Tuto hranici židovská populace v Holešově překročila na počátku 19. století, kdy zde žilo i několik tzv. tolerovaných rodin (nad limit). Svého maxima dosáhla židovská obec v Holešově roku 1848 – celkem 1694 obyvatel ghetta tvořilo 31 % populace v tehdejší holešovské aglomeraci – a byla 4. nejpočetnější na Moravě (početnější tehdy byly jen židovské obce v Mikulově, Prostějově a v Boskovicích).
| 1772 | 1774 | 1794 | 1830 | 1848 |
| ---- | ---- | ---- | ---- | ---- |
| 1063 | 1029 | 1032 | 1316 | 1694 |

### Židovská městská obec a Židovská čtvrť
Po roce 1848 se v důsledku zrušení protižidovských restrikcí mnoho židovských rodin vystěhovalo do velkých měst a do uvolněných domů v bývalém ghettu se pak stěhovali křesťané, především chudí Češi (resp. Moravané podle tehdy uváděné obcovací řeči), kteří při sčítání v roce 1900 tvořili již polovinu a v roce 1910 již většinu obyvatelstva Židovského města. V roce 1937 byl katastr židovské čtvrti připojen k Holešovu, takže obyvatelstvo čtvrti již nebylo samostatně počítáno.
| 1857 | 1869 | 1880 | 1890 | 1900 | 1910 | 1921 | 1930 |
| ---- | ---- | ---- | ---- | ---- | ---- | ---- | ---- |
| 1600 | 951  | 917  | 913  | 881  | 853  | —    | 709  |

## Významné osobnosti

### Rabíni
V Holešově působili tito rabíni: Isak Segal (1630), Menachem Mendel (1646), Eliezer ben Abdeel Isaac, Šabtaj ha-Kohen, zvaný „Šach“ (1662), Moses Isaac Zunz (1668–1678), Menachem Mendel (1679–1685), Israel Fränkel, Eliezer Oettinger (1689–1709), Joseph Oppenheim (1710–1714), David Strauss (1714–1722), Saadia Katzenellenbogen (1723–1726), Aaron Hamburg (1730–1759), Joseph Freistadt (1760–1765), Jicchak ben Avraham (1767–1786), Judah Löb Teomin (1788–1794), Abraham Stern (1796–1797), Menachem Mendel Deutsch (1802–1819), Joseph Biach Feilbogen (1841–1867), Markus Pollak (1867–1893), Jakob Freimann (1893–1914).

### Kulturní osobnosti
- David Meisel, (1885, Holešov – 1941, koncentrační tábor Jadovno) učitel, sbormistr, dirigent[20]
- Arnošt Michalovský (1895, Holešov – 1962, Holešov), matrikář židovské obce, muzejník, člen památkové komise[21]
- Walter Stamberger (1921, Holešov – 1997, Praha) filolog, sinolog, politolog, historik, scenárista a malíř[22]
- Ludwig Winder (1889, Šafov – 1946, Baldock) spisovatel
- Maximilian Winder (1845, Kolín – 1920, Holešov) učitel, básník, dramatik[23]
- Gerson Wolf (1823, Holešov – 1892, Vídeň) učitel náboženství, žurnalista a historik[24]

## Kulturní památky a stavby

### Urbanismus Židovské čtvrti
Prostor Židovského ghetta a později Židovské městské obce zahrnoval dnešní náměstí Svobody, ulici Příční a části ulic Přerovská (jižní konec), U Potoka, Dlažánky (severní konce) a Malá (středová část dnešní ulice). Z jihu byla židovská čtvrť ohraničena zástavbou hlavního náměstí, na jihovýchodě církevním areálem okolo kostela sv. Anny, na východě čtvrtí Holajka, na severu Hankeho ulicí (dříve Zámecká), která současně oddělovala židovskou čtvrť od židovského hřbitova (ten již náležel ke katastru Novosady), na severozápadě tokem říčky Rusavy a na západě i jihozápadě se židovská zástavba prolínala s křesťanskou ve změti předměstských uliček (U Potoka, Dlažánky, Malá).

### Náměstí Svobody
Náměstí Svobody, dříve Židovská ulice, je široká ulice obloukem lemující severní okraj historického jádra města (to je tvořeno nám. Dr. E. Beneše) a patří mezi nejstarší předměstí Holešova. Archeologické nálezy dokládají středověkou zástavbu v podobě dřevohlinitých domů, jejichž pozůstatky byly datovány do druhé poloviny 14. a počátek 15. století; ojedinělé keramické nálezy byly datovány do období kolem roku 1300. Předpokládá se, že právě tato ulice ve středověku tvořila hlavní přístupovou komunikaci do panského sídla (tvrze, později hradu).
Na rozhraní náměstí Svobody a nám. Dr. E. Beneše stávala Přerovská brána (zvaná též Židovská brána), zbouraná roku 1906. Od brány směrem na sever vychází Přerovská ulice, která rozděluje náměstí Svobody na západní a východní část. Západní část byla rozšířena ve druhé polovině 19. století demolicí staré zástavby a na vzniklém prostranství byla před rokem 1893 postavena Nová synagoga (zničená v r. 1942) a vedle ní dům rabína (č. 97/2), na němž se dnes nachází pamětní deska připomínající Davida Meisela. Ve východní části náměstí stojí budova židovské školy a židovské radnice (č. 123/21) a nedaleko památkově chráněný klasicistní dům (č. 133/31) a vedle stojící dům (č. 134/33) sloužil židovské obci jako modlitebna Bejt ha-midraš.

### Šachova synagoga
Renesanční stavba z druhé polovině 16. století, upravovaná v 17. a 18. století. Jediná dochovaná synagoga tzv. polského typu. Je veřejnosti přístupná a obsahuje expozice o Židech na Moravě.

### Židovský hřbitov

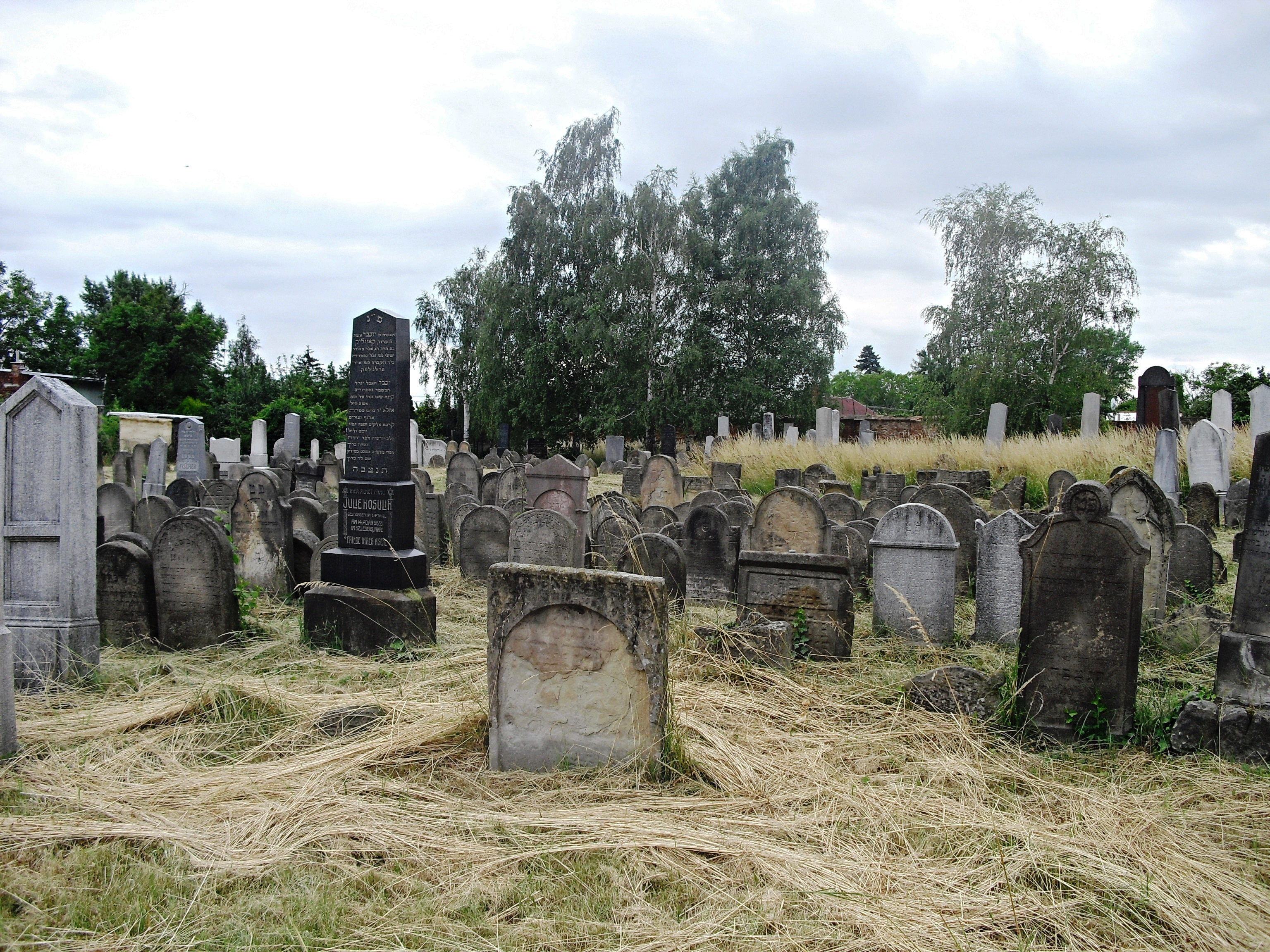
Židovský hřbitov v Holešově

Židovský hřbitov se nachází severně od židovské čtvrti, za částí Novosadů, u říčky Rusavy. Nejstarší čitelný náhrobek pochází z roku 1647.